# Tundra magallànica

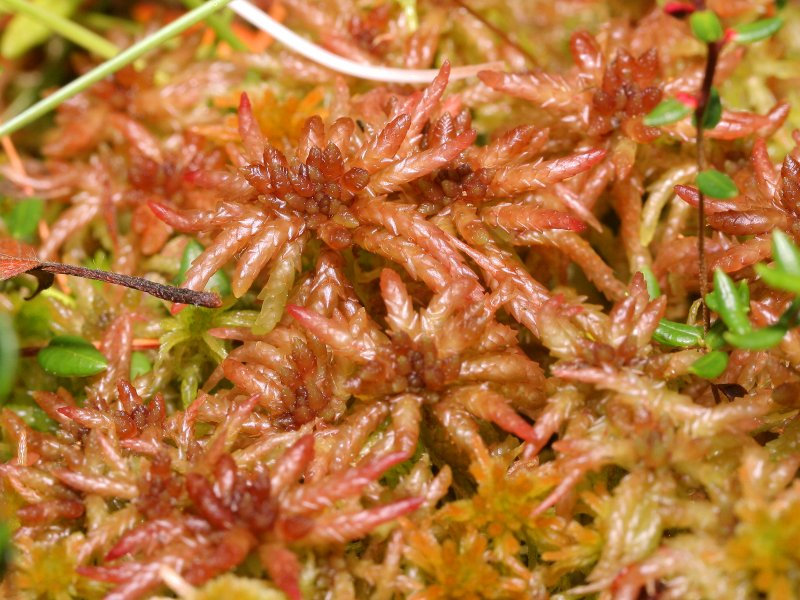
Sphagnum magellanicum, típic de la Tundra magallànica

La tundra Magallànica és una ecoregió que no és pròpiament una tundra sinó una torbera.
Es troba a la regió oceànica subantàrtica a la vora oest, on la influència oceància és més forta, prop del mar, concretament a l'extrem meridional del continent sud-americà: Xile i l'Argentina. També és present a algunes de les illes subantàrtiques.
Ocupa en total uns 44.000 km²

## Condicions climàtiques
- Temperatures:D'influència polar, De 8 a 12 mesos la mitjana és inferior a 12 °C i d'aquest mesos 3 o 4 davallen dels 5 °C
- Precipitació:la pluja que reben aquestes terres és de moderada fins a molt alta (fins a 5.000 litres anuals per metre quadrat).
- Sòls: el drenatge és deficient, els sòls són prims i pobres en nutrients i molt humits (sòls Gley) (oligotròfics), hi ha sòls tipus podzols en les zones forestals.
- Vent, de component oest, bufa amb molta intensitat i persistència, condiciona la vegetació.

## Vegetació
En mosaic, plantes baixes generalment en coixinet (Marsippospermun grandifolium; Donatia fascicularis, Azorella caespitosa), inclouen herbes (Festuca, Donatia fascicularis i Astenia pumila), molses (Sphagnum magellanicum),arbusts nans (Pernettya pumila i Bolax gumífera) i arbres baixos deformats pel vent. Aquestes plantes poden tenir una capa a sota de torba. En les zones més protegides del vent es poden trobar un bosc de fulla persistent que inclou Nothofagus betuloides, Drimys winteri, Lepidothamnus fonkii, i Pilgerodendron uviferum.

## Fauna
És bastant limitada per la duresa del medi hi ha colònies de pingüins de Magallanes que crien exclusivament durant l'estiu austral (desembre, gener i febrer)